# Ximalaya
シマラヤジャパン株式会社 (Ximalaya Japan, Inc.)は、 中華人民共和国でインターネットメディアの企画・運営を行う会社であるXimalaya（シマラヤ）の日本拠点。
Ximalaya初の海外拠点であり、シマラヤジャパンを中心に海外展開を目指す。Ximalaya APP『Himalaya』＝ナレッジシェアリングを標榜する総合音声プラットフォームを2017年9月14日にリリースした。
コンテンツの主要カテゴリーは音声書籍、エンタメ及び教養（文化・教育）。

## 概要
音声コンテンツ主な内容
- 音声書籍
- 漫才・落語
- トークショー
- 著名人の講演、レクチャー
- トーク
- ナレーションドラマ
- 語学レッスン
- オマージュ作品 など

ユーザー自身がコンテンツを制作し、それを公開していくサービスも行う予定。

### 社名の由来
中国語表記「喜马拉雅」(発音：シマラヤ)はヒマラヤ山脈を意味する。
ヒマラヤ山脈はアジアに位置し、地球上で最も標高の高い地域であることから、
ヒマラヤのよう世界的に認知されることを目標に命名された。

### キャッチフレーズ
「いつでも どこでも、聴きたいものを」

### 提携先
大手出版社、大手芸能事務所および著名文化人事務所など

## Ximalaya.com
Ximalaya.comが運営する喜马拉雅FMは、中国における主要音声プラットフォームである。2017年8月現在、中国市場における登録ユーザー数は4億人に達し、業界シェア73％を有する。
スマートフォン用アプリをリリースした2年後の2015年、ユーザー数は2億人以上となり、中国国内最大規模、伸び率最速の音声コンテンツ共有プラットフォームとなった。
シマラヤが提供するPUGCプラットフォームは、多くの音声コンテンツ制作者が集う場となっている。
シマラヤの音声プラットフォームにはUGC（User Generated Contents＝ユーザー自身が作る共有コンテンツ）も多く、音声コンテンツ制作者が大勢集まる。500社以上の会社と提携し、各地でイベントも多数開催している。また33の放送局とも連携している。

### 沿革
- 2012年8月 - ximalaya.comを設立
  - 2102年11月 - ウェブサイトで1.0版リリース
- 2013年2月 - iOSアプリをリリース
- 2014年5月 - ユーザー5000万人を突破
- 2015年1月 - ユーザー1.2億人を突破
  - 2015年9月 - ユーザー2億人を突破
- 2016年 - 格付け機関、Analysis international、Talking Data、Questmobileが「シマラヤFM」を中国のサウンドマーケットシェア第1位であるとする評価レポートを公表
- 2017年5月 - ユーザー3.5億人を突破
- 2017年7月 - ユーザー3.7億人を突破
- 2017年8月 - ユーザー4億人を突破